# 圓規座星系
圓規座星系 (ESO 97-G13) 是一個西佛星系，位於圓規座。圓規座星系距離銀河平面只有4度之遙，距離地球1300萬光年。圓規座星系正面臨劇烈的變化，氣體環帶從星系中心往外射出。外側的氣體環帶距離星系中心700光年，內側的氣體環帶距離星系中心130光年。天文學家直到25年前才開始注意到這個星系，因為銀河系使得圓規座星系顯得黯淡。圓規座星系屬於第二型西佛星系，也是目前已知最接近銀河系的活動星系核之一，雖然它可能比半人馬座A稍遠。
天文學家曾在圓規座星系發現超新星SN 1996cr，錢德拉X射線天文台在2001年攝得該超新星的照片。
圆规座星系是在本星系板周围的本星系群中12座大型星系（简称“巨人委员会”）之一。

## 外部連結
- Chandra X observatory:  Chandra Examines Black Holes Large and Small in Nearby Galaxy（页面存档备份，存于）
- The Hubble European Space Agency Information Centre Hubble picture and information on Circinus Galaxy
- NASA APOD: The Circinus Galaxy - December 4, 2000（页面存档备份，存于）